# Prosopocera vuattouxi
Prosopocera vuattouxi là một loài bọ cánh cứng trong họ Cerambycidae.